# НТК «Завод точної механіки»
Державне підприємство Науково-технічний комплекс «Завод точної механіки» (НТК «ЗТМ») (англ. Science and Technology Company «Precision Mechanic Plant») створено у 1996 році на підставі наказу міністра промислової політики України, як спеціалізоване підприємство з розробки та виробництва артилерійсько-стрілецьких озброєнь. НТК «ЗТМ» позиціонує себе як виробник якісних аналогів радянських зразків зброї і є єдиним заводом в Україні, де виготовляється артилерійсько-стрілецька зброя калібром до 30 мм. Належить до підприємств, що мають стратегічне значення для економіки і безпеки держави.

## Діяльність

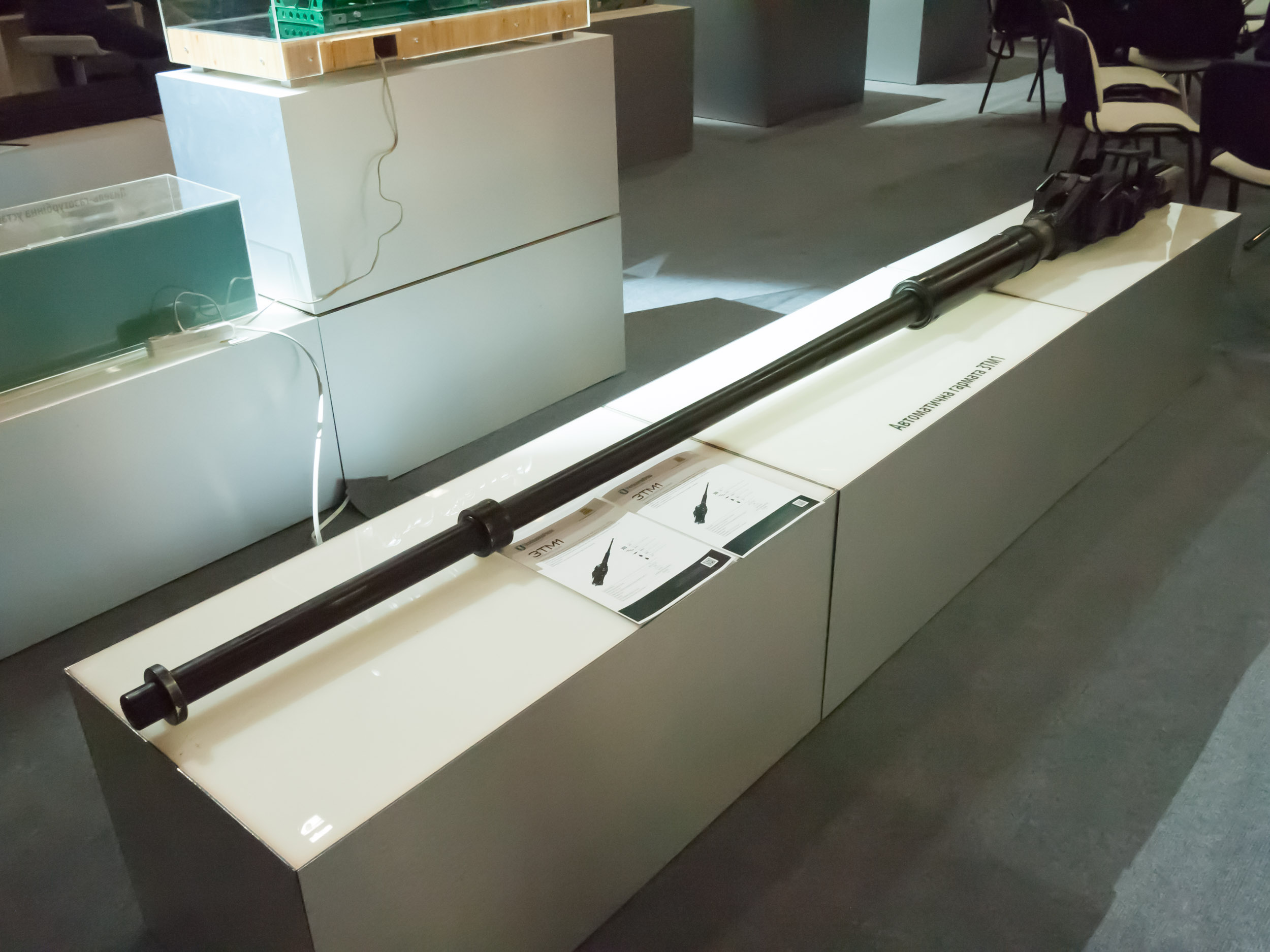
Гармата ЗТМ-1 виробництва заводу на виставці Зброя та безпека, 2018 рік

НТК «ЗТМ» здатний виробляти та модернізовувати аналоги радянських зразків озброєння:
- 7,62-мм спарений кулемет КТ-7,62 (аналог ПКТ),
- 12,7-мм зенітний кулемет КТ-12,7 (аналог НСВТ),
- 30-мм автоматичні гармати ЗТМ-1 (аналог 2А72) та ЗТМ-2 (аналог 2А42).

Які встановлюються:
- на танки (крім автоматичних гармат) Т-64БМ «Булат», Т-64Е, Т-80УД, Т-84, Т-84У «Оплот»;
- на бойові модулі типу «Шквал», «Гром», «Інгул» та «Тайфун», які в свою чергу встановлюються на радянські бронетранспортери БТР-60, БТР-70, БТР-80 та вітчизняні БТР-94, БТР-3, БТР-4, БТР-7, та інше озброєння[6][7][8].

Також на НТК «ЗТМ» почате серійне виробництво ланок до 30-мм снарядів, магазинів до автоматів Калашникова, всіх видів патронних коробок, кулеметних стрічок, запасних інструментів та приладь до кулеметів КТ-7,62 та КТ-12,7.
У 2006 році рівень використання виробничої потужності НТК «ЗТМ» становив 73 %.
В лютому 2022 року підприємство повідомило про виготовлення 1000-ї гармати ЗТМ-1.